# Blissus iowensis
Blissus iowensis är en insektsart som beskrevs av Andre 1937. Blissus iowensis ingår i släktet Blissus och familjen Blissidae. Inga underarter finns listade i Catalogue of Life.